# Ferskvand
Ferskvand er fx vand i vandløb, indsøer og grundvand med mindre end 0,05% salt. Det kommer fra nedbør og anvendes renset som drikkevand. 1 l ferskvand vejer 1 kg. Kun 2,5 % af Jordens vand er ferskvand.